# Miroslav Daněk
Miroslav Daněk (* 12. října 1948) je bývalý český hokejový obránce a reprezentant Československa.
Od 60. let hrál v domovském Litvínově, s výjimkou let 1967–1969, kdy byl na vojně v Liberci. Jeho největším úspěchem s litvínovským týmem je druhé místo v nejvyšší československé soutěži v sezóně 1977/1978. V letech 1979–1981 působil v Chomutově v 1. národní lize, poté ukončil aktivní sportovní kariéru.
Na začátku 70. let byl členem širšího kádru československé reprezentace, za kterou odehrál jediný zápas. Na Zimních olympijských hrách 1972, kam se dostal jako náhradník za zraněného Jiřího Bublu a kde s národním týmem získal bronzovou medaili, do hry nezasáhl.